# 2. HMNL 2004./05.
Druga hrvatska malonogometna liga za sezonu 2004./05. Sudjelovalo je ukupno 34 klubova u 4 skupine – Istok", "Jug", "Sjever" i "Zapad", sa završnim doigravanjem za prvaka 2. HMNL. 

## Ljestvice

### Istok
| mj | klub                      | ut                    | pob                   | ner                   | por                   | gol+                  | gol-                  | bod                   |
| -- | ------------------------- | --------------------- | --------------------- | --------------------- | --------------------- | --------------------- | --------------------- | --------------------- |
| 1. | Halo 92 (Vinkovci)        | 12                    | 9                     | 1                     | 2                     | 63                    | 42                    | 28                    |
| 2. | Bijela kuća (Požega)      | 12                    | 8                     | 1                     | 3                     | 72                    | 55                    | 25                    |
| 3. | Virovitica (Virovitica)   | 12                    | 6                     | 2                     | 4                     | 61                    | 59                    | 20                    |
| 4. | Osijek (Osijek)           | 12                    | 6                     | 0                     | 6                     | 74                    | 66                    | 18                    |
| 5. | Bonita Wustenrot (Požega) | 12                    | 4                     | 0                     | 8                     | 53                    | 59                    | 12                    |
| 6. | Tehničar (Požega)         | 12                    | 3                     | 2                     | 7                     | 42                    | 62                    | 11                    |
| 7. | Đakovo (Đakovo)           | 12                    | 3                     | 0                     | 9                     | 45                    | 67                    | 9                     |
| 8. | NG Unitas (Nova Gradiška) | odustali tokom sezone | odustali tokom sezone | odustali tokom sezone | odustali tokom sezone | odustali tokom sezone | odustali tokom sezone | odustali tokom sezone |

### Jug
| mj  | klub                      | ut                                            | pob                                           | ner                                           | por                                           | gol+                                          | gol-                                          | bod                                           |
| --- | ------------------------- | --------------------------------------------- | --------------------------------------------- | --------------------------------------------- | --------------------------------------------- | --------------------------------------------- | --------------------------------------------- | --------------------------------------------- |
| 1.  | Kijevo Karl Dietz         | 18                                            | 15                                            | 1                                             | 2                                             | 113                                           | 70                                            | 46                                            |
| 2.  | Anić-Plast Solin          | 18                                            | 12                                            | 2                                             | 4                                             | 95                                            | 59                                            | 38                                            |
| 3.  | Inero Split               | 18                                            | 12                                            | 1                                             | 5                                             | 103                                           | 72                                            | 37                                            |
| 4.  | I Ovo i Ono Kaštel Lukšić | 18                                            | 10                                            | 1                                             | 7                                             | 108                                           | 87                                            | 30 (-1)                                       |
| 5.  | Porto Tolero Ploče        | 18                                            | 8                                             | 1                                             | 9                                             | 71                                            | 91                                            | 25                                            |
| 6.  | Vrgorac Pivac             | 18                                            | 6                                             | 6                                             | 6                                             | 71                                            | 70                                            | 24                                            |
| 7.  | AŠD Zlatko Celent Split   | 18                                            | 8                                             | 1                                             | 9                                             | 73                                            | 75                                            | 24 (-1)                                       |
| 8.  | Elektroprijenos Split     | 18                                            | 4                                             | 1                                             | 13                                            | 76                                            | 101                                           | 13                                            |
| 9.  | Trogir                    | 18                                            | 3                                             | 2                                             | 13                                            | 60                                            | 99                                            | 11                                            |
| 10. | Staševica                 | 18                                            | 3                                             | 2                                             | 13                                            | 51                                            | 93                                            | 10 (-1)                                       |
|     | Frendy Dubrovnik          | odustali tokom sezone, spojili se sa Squareom | odustali tokom sezone, spojili se sa Squareom | odustali tokom sezone, spojili se sa Squareom | odustali tokom sezone, spojili se sa Squareom | odustali tokom sezone, spojili se sa Squareom | odustali tokom sezone, spojili se sa Squareom | odustali tokom sezone, spojili se sa Squareom |

### Sjever
| mj | klub                            | ut | pob | ner | por | gol+ | gol- | bod |
| -- | ------------------------------- | -- | --- | --- | --- | ---- | ---- | --- |
| 1. | Sokoli Samobor                  | 13 | 12  | 0   | 1   | 97   | 43   | 36  |
| 2. | Renault Auto Krešo Krapina      | 13 | 11  | 0   | 2   | 97   | 38   | 33  |
| 3. | Uspinjača RP Ciy Express Zagreb | 13 | 7   | 0   | 6   | 62   | 53   | 21  |
| 4. | Telekom Zagreb                  | 13 | 5   | 1   | 7   | 56   | 73   | 16  |
| 5. | Automobili Lončar Varaždin      | 13 | 4   | 1   | 8   | 66   | 82   | 13  |
| 6. | Strmec (Strmec Samoborski)      | 13 | 3   | 1   | 9   | 49   | 85   | 10  |
| 7. | Kupa                            | 13 | 3   | 0   | 10  | 5    | 105  | 9   |
| 8. | Elab Zagreb                     | 7  | 2   | 1   | 4   | 21   | 28   | 7   |

### Zapad
| mj | klub                             | ut | pob | ner | por | gol+ | gol- | bod |
| -- | -------------------------------- | -- | --- | --- | --- | ---- | ---- | --- |
| 1. | Albona Labin                     | 12 | 12  | 0   | 0   | 103  | 24   | 36  |
| 2. | Opatija-Fuliri                   | 12 | 10  | 0   | 2   | 91   | 44   | 30  |
| 3. | Lika Šport (Gospić – Lički Osik) | 12 | 7   | 1   | 4   | 85   | 80   | 22  |
| 4. | Kastav                           | 12 | 5   | 0   | 7   | 44   | 57   | 15  |
| 5. | Gornji Kraj Crikvenica           | 12 | 4   | 0   | 8   | 52   | 68   | 12  |
| 6. | Porin Rijeka                     | 12 | 2   | 0   | 10  | 23   | 54   | 6   |
| 7. | Puls Gospić                      | 12 | 1   | 1   | 10  | 53   | 124  | 4   |

### Kvalifikacije za 1. HMNL

#### Za prvaka 2. HMNL
Igrano dvostrukim kup-sustavom 
| par                                     | 1. ut         | 2. ut         |               |
| poluzavršnica                           | poluzavršnica | poluzavršnica | poluzavršnica |
| --------------------------------------- | ------------- | ------------- | ------------- |
| Kijevo Karl Dietz Knin – Albona Labin   | 12:2          | 5:12          |               |
| Halo 92 Vinkovci – Sokoli Samobor       | 4:7           | 3:8           |               |
|                                         |               |               |               |
| za 3. mjesto                            |               |               |               |
| Albona Labin – Halo 92 Vinkovci         | 7:5           | 3:4           |               |
|                                         |               |               |               |
| za prvaka                               |               |               |               |
| Sokoli Samobor – Kijevo Karl Dietz Knin | 7:7           | 9:5           |               |

| mj | klub                   |                       |
| -- | ---------------------- | --------------------- |
| 1. | Sokoli Samobor         | 1. HMNL               |
| 2. | Kijevo Karl Dietz Knin | dodatne kvalifikacije |
| 3. | Albona Labin           |                       |
| 4. | Halo 92 Vinkovci       |                       |

#### Dodatne kvalifikacije
| par                                       | 1. ut | 2. ut         |  |
| ----------------------------------------- | ----- | ------------- |  |
| Kijevo Karl Dietz Knin – Square Dubrovnik | 4:2   | 2:4 (2:3 pen) |  |
| Square ostao u 1. HMNL                    |       |               |  |

## Unutrašnje poveznice
- Prva hrvatska malonogometna liga 2004./05.
- Hrvatski malonogometni kup 2004./05.